# Episodi di Extras (prima stagione)
La prima stagione della serie televisiva Extras, composta da 6 episodi, è stata trasmessa nel Regno Unito dal canale BBC Two dal 21 luglio 2005 al 25 agosto 2005.
In Italia è andata in onda sul canale Jimmy dal 12 maggio 2007 al 19 maggio 2007. Gli episodi sono andati in onda ogni sabato con tutte e due le stagioni di fila.
| nº | Titolo                   | Prima TV UK    | Prima TV Italia |
| -- | ------------------------ | -------------- | --------------- |
| 1  | Ben Stiller              | 21 luglio 2005 | 12 maggio 2007  |
| 2  | Ross Kemp & Vinnie Jones | 28 luglio 2005 | 19 maggio 2007  |
| 3  | Kate Winslet             | 4 agosto 2005  | 26 maggio 2007  |
| 4  | Les Dennis               | 11 agosto 2005 | 2 giugno 2007   |
| 5  | Samuel L. Jackson        | 18 agosto 2005 | 9 giugno 2007   |
| 6  | Patrick Stewart          | 25 agosto 2005 | 16 giugno 2007  |